# Башня China Resources (Шэньчжэнь)
China Resources Tower (中国华润大厦, Башня Чайна-Ресорсез) — сверхвысокий небоскрёб, расположенный в китайском городе Шэньчжэнь, в деловом районе Наньшань, рядом с парком и спортивным комплексом «Шэньчжэнь-Бэй». Построен в 2018 году, по состоянию на 2020 год являлся третьим по высоте зданием города, 17-м по высоте зданием Китая, 23-м — Азии и 33-м — мира. 392-метровая офисная башня имеет 68 наземных и пять подземных этажей, 57 лифтов и свыше 2,1 тыс. парковочных мест. Площадь здания — 193 220 м², площадь всего комплекса — 268 710 м².
Служит штаб-квартирой государственного многопрофильного конгломерата China Resources, поэтому вторым названием небоскрёба является China Resources Headquarters. На верхнем этаже расположена смотровая площадка. Архитектором небоскрёба выступила нью-йоркская фирма Kohn Pedersen Fox, застройщиком — China State Construction Engineering. Из-за своей формы здание известно как «Весенний бамбук» (Spring Bamboo), который символизирует в китайской культуре жизненную силу.

## Галерея

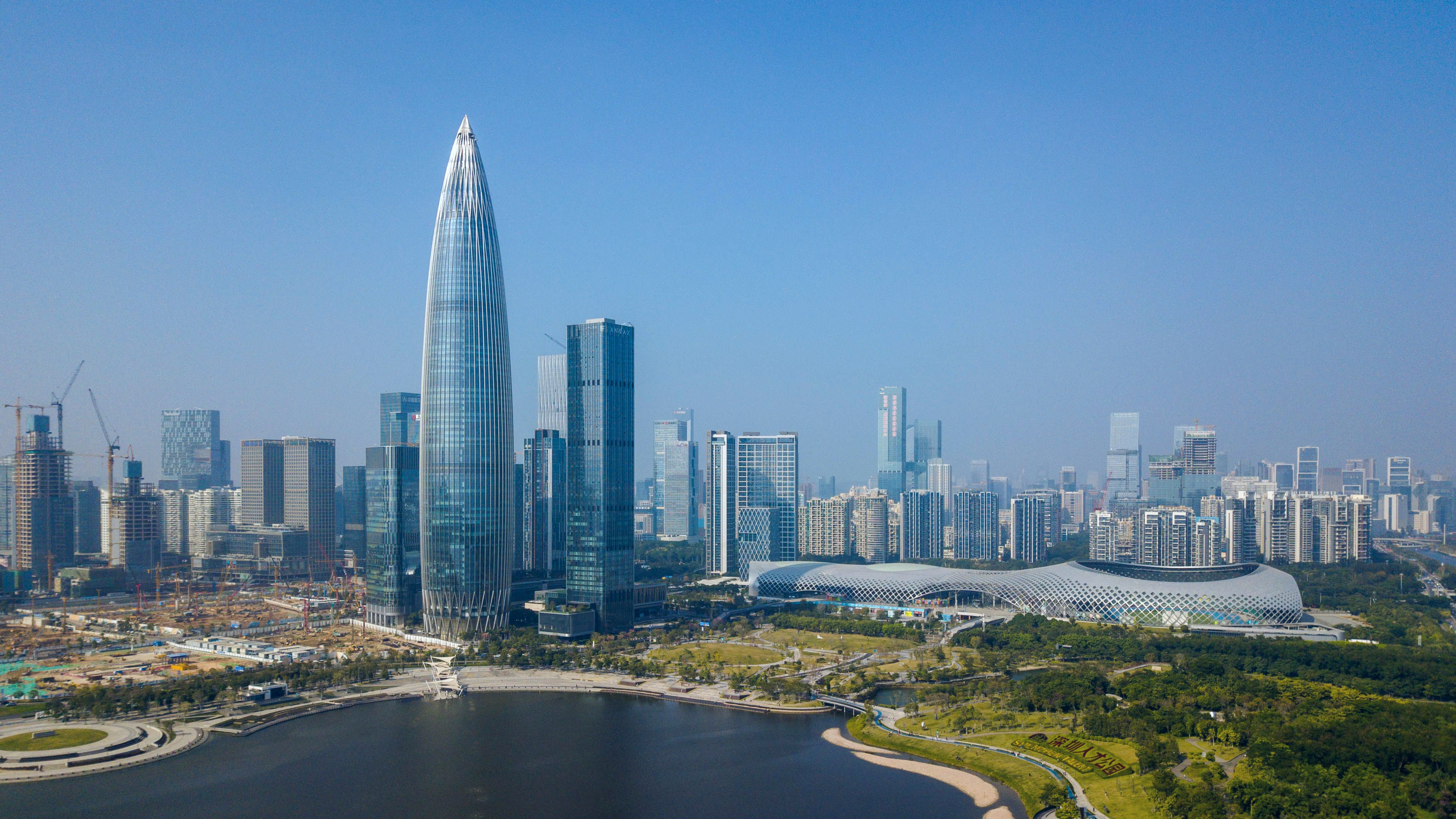
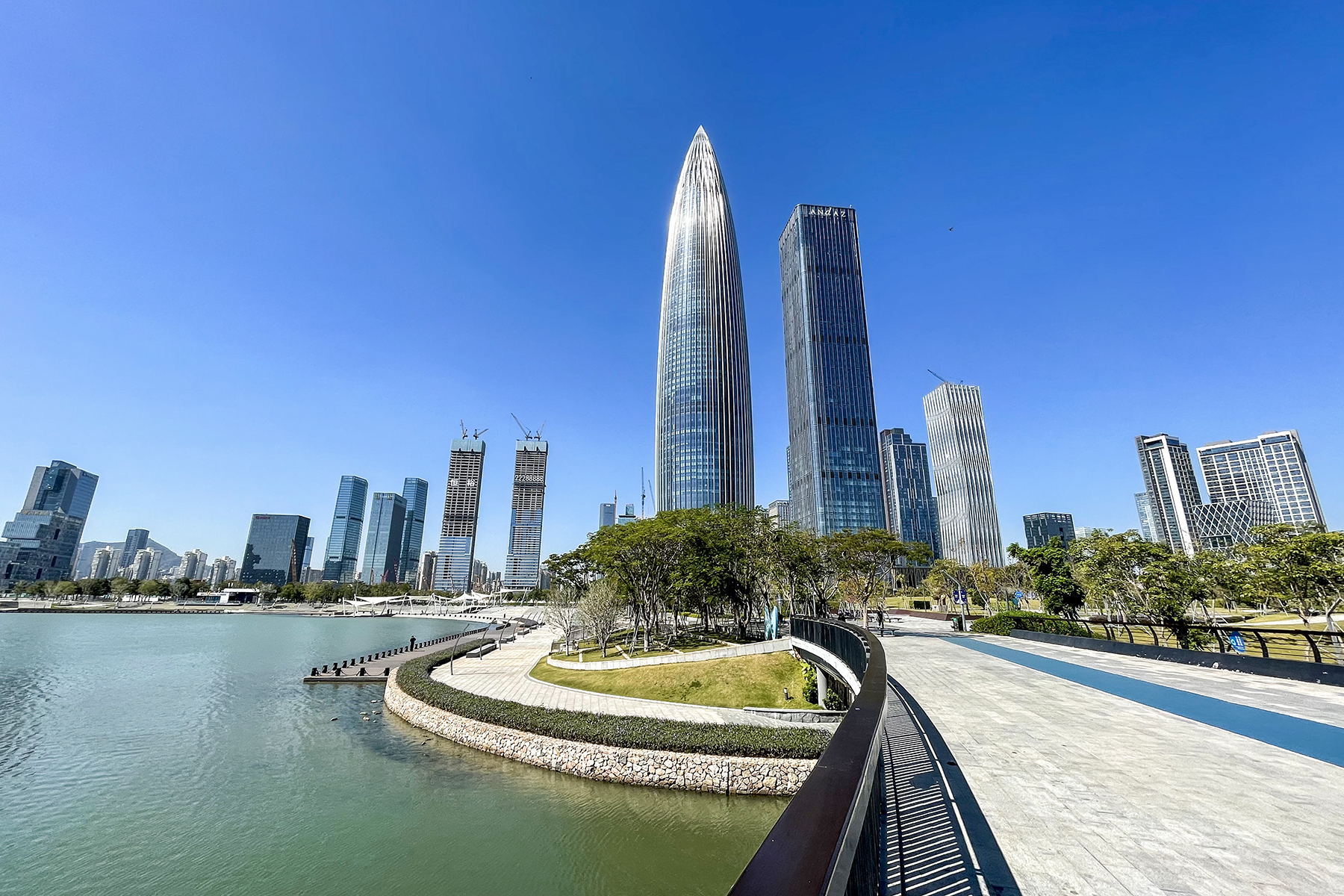
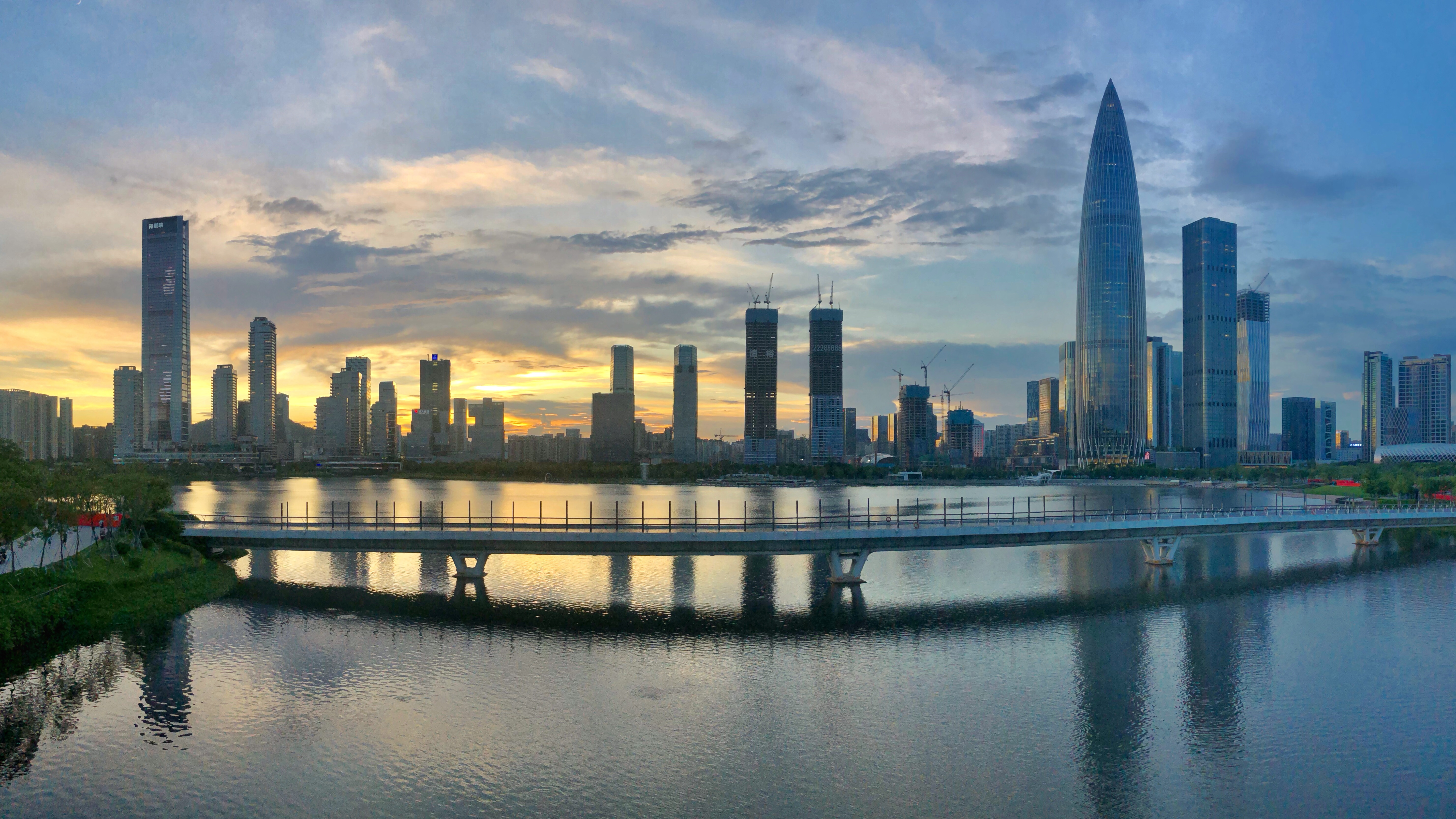
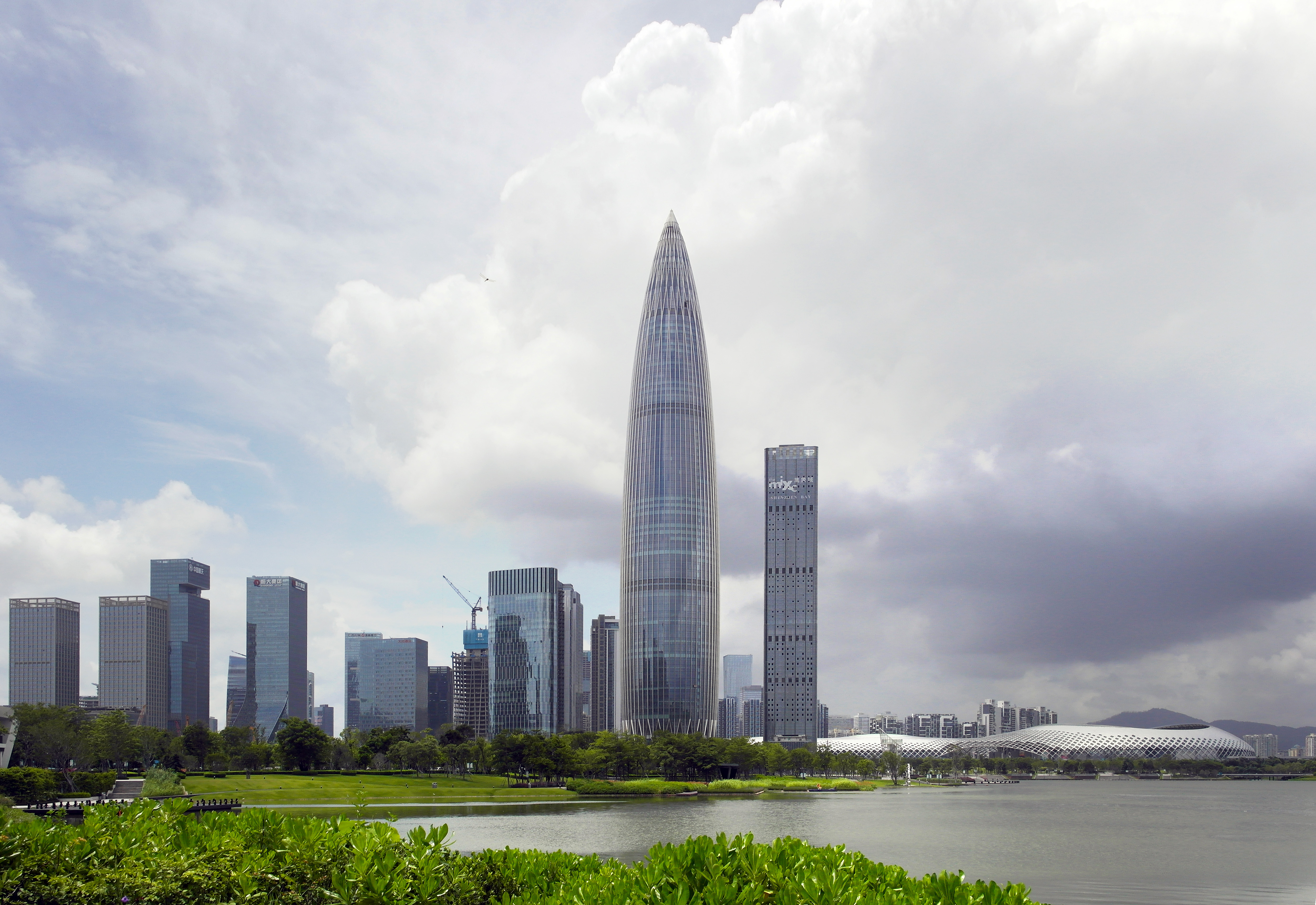
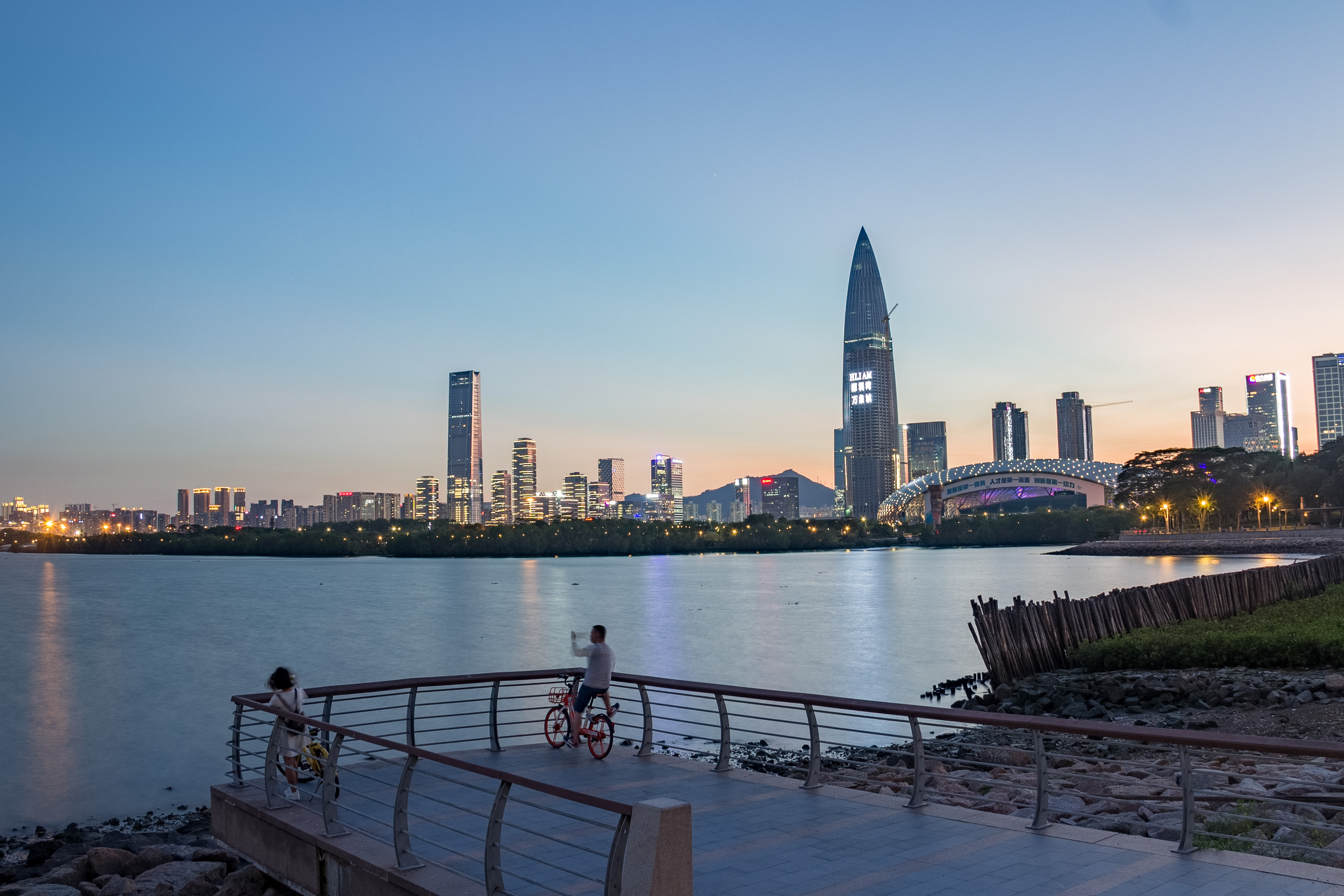
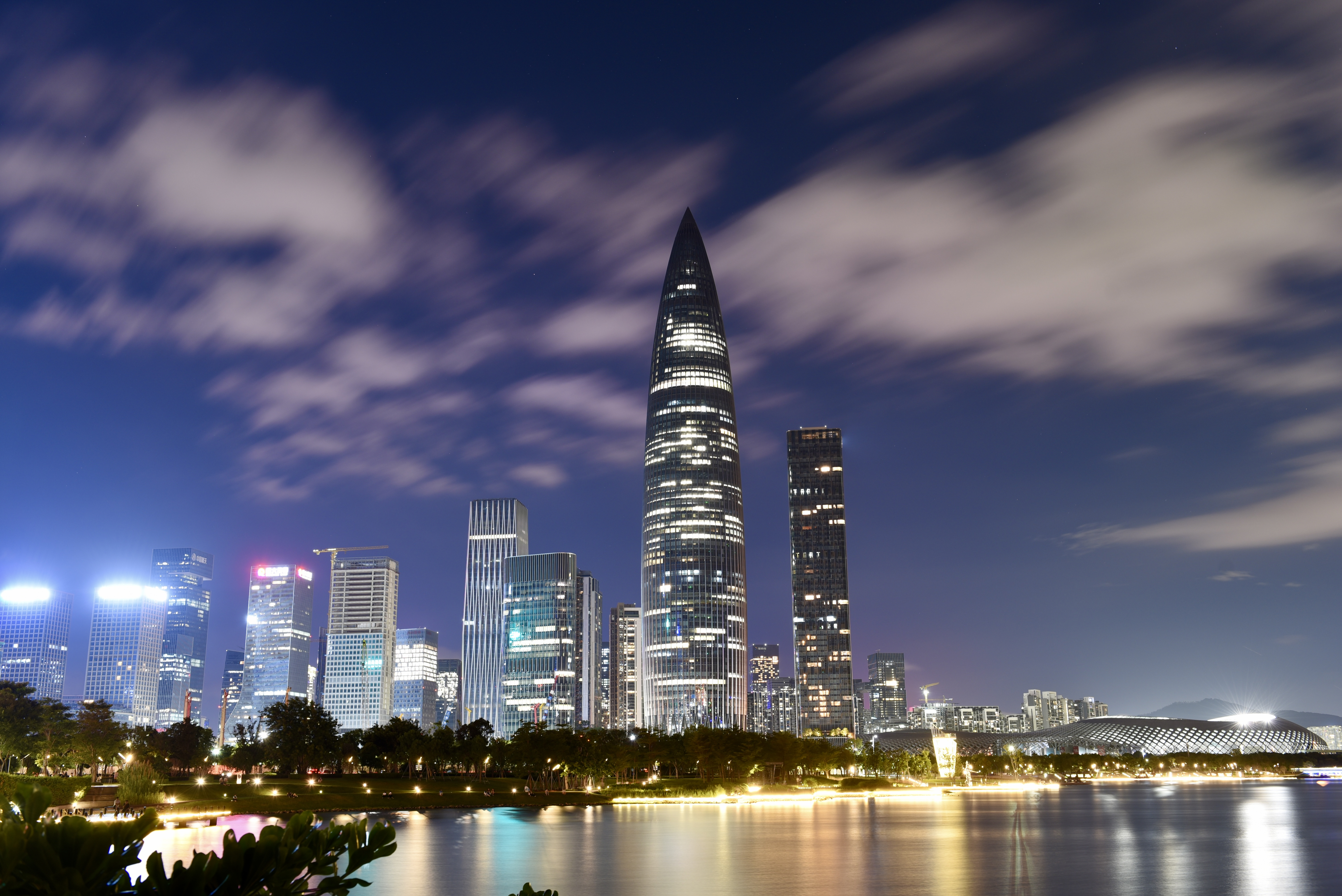
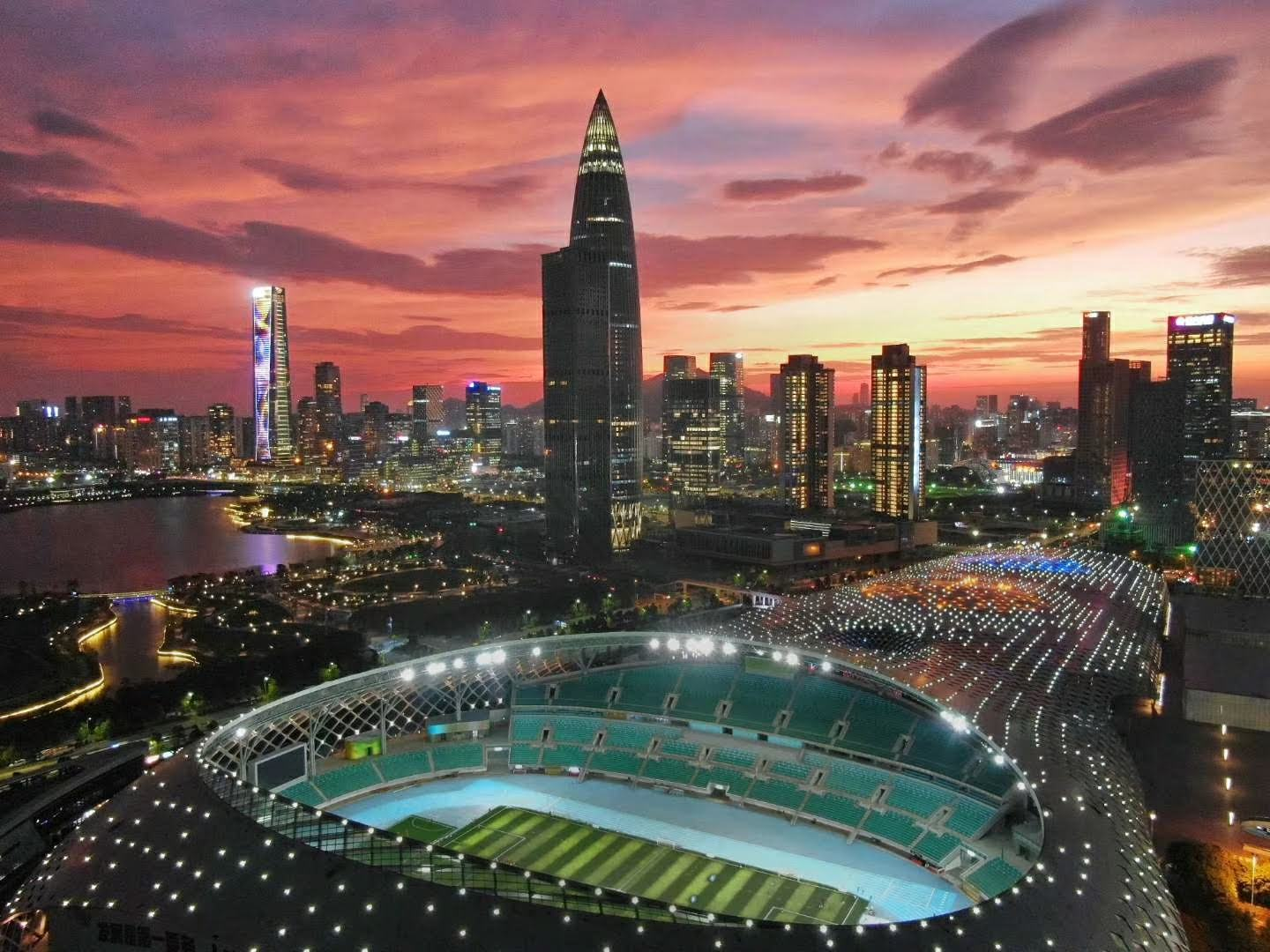
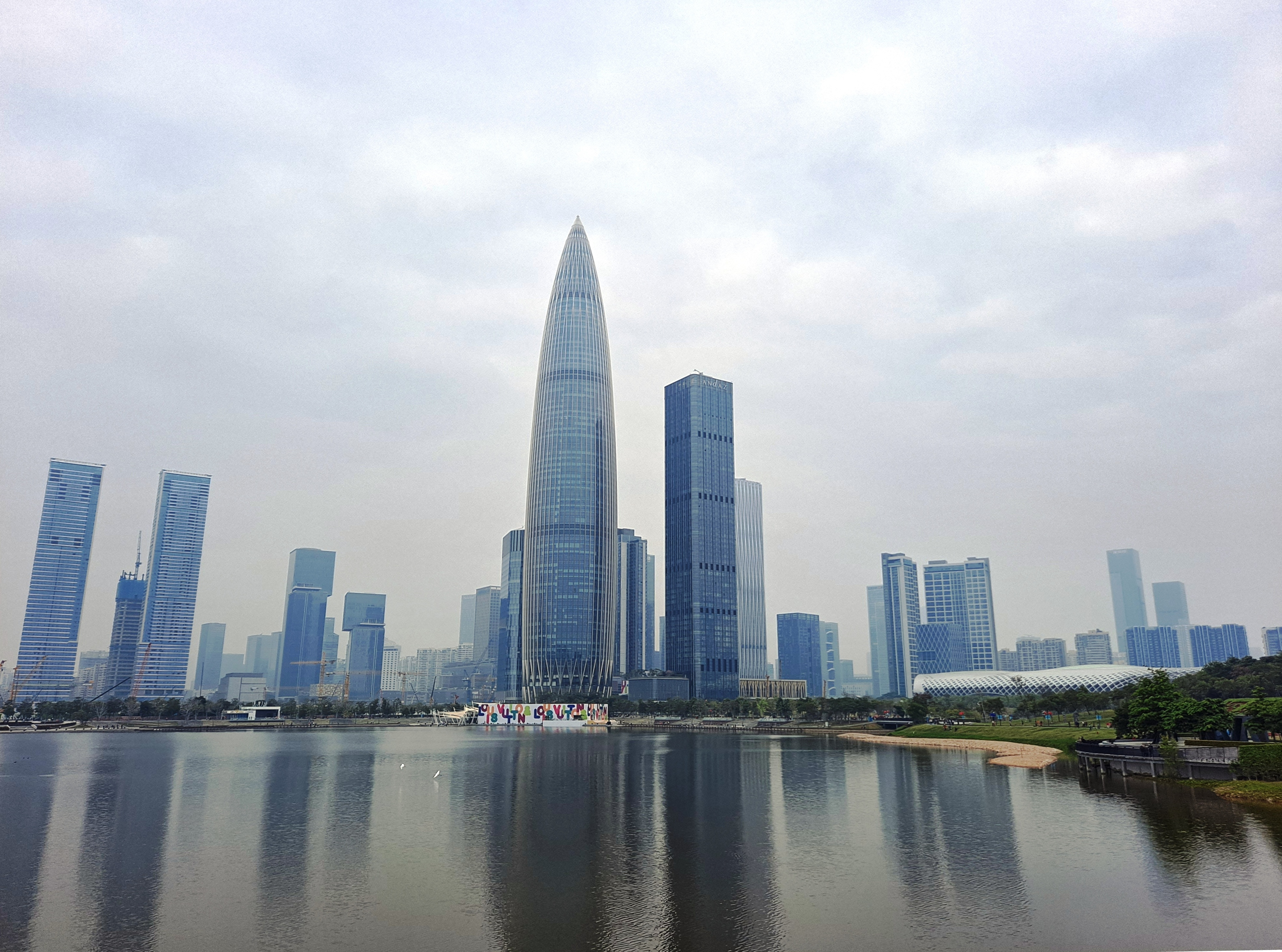